# 中村宗十郎

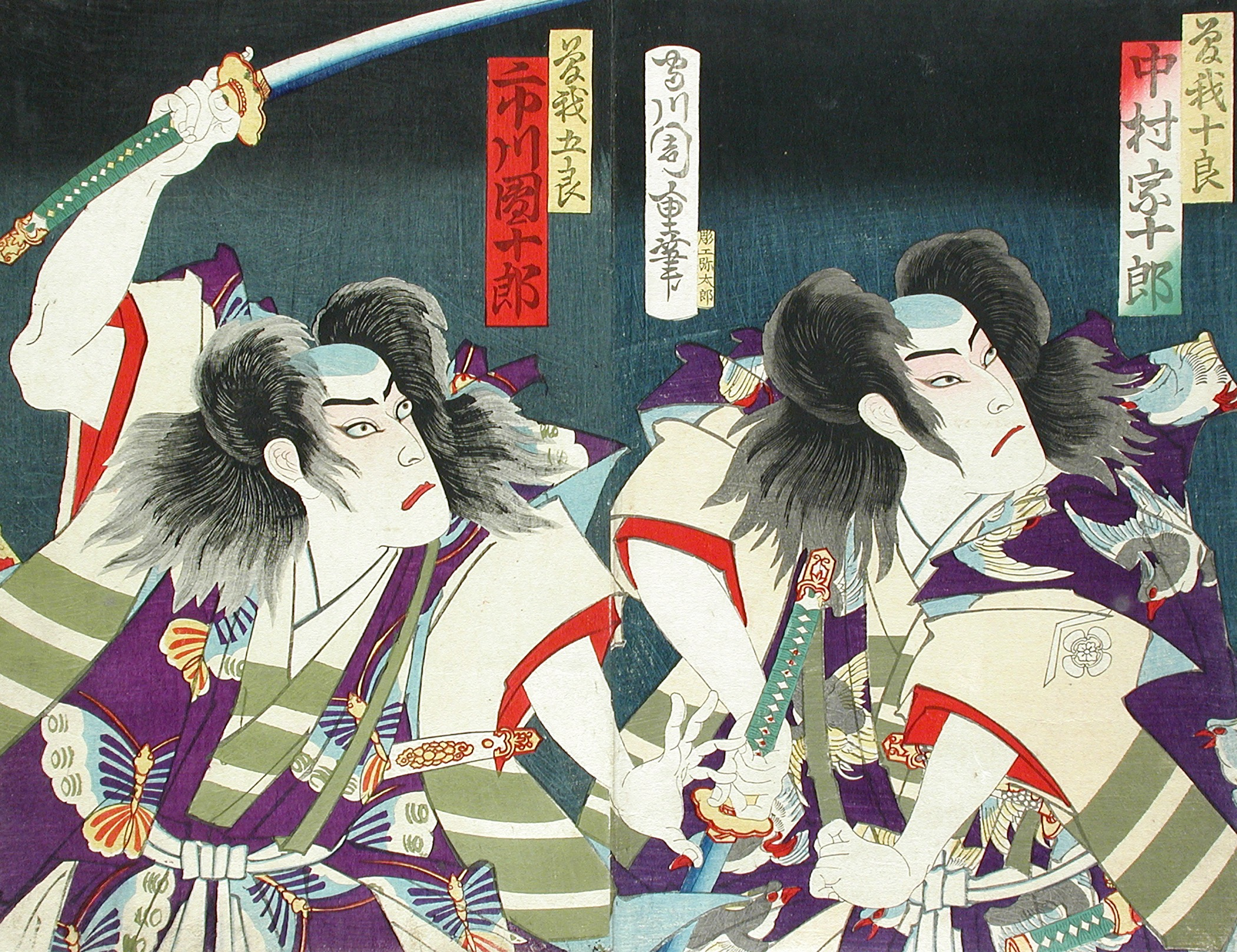
「夜討曽我狩場曙」で曽我五郎役の九代目市川團十郎（左）と共演する十郎役の中村宗十郎（右）　豊原国周画

中村 宗十郎（なかむら そうじゅうろう、天保6年（1835年） - 明治22年（1889年）10月8日）は明治時代に上方で活躍した歌舞伎役者。同時期の初代實川延若、初代市川右團次とともに「延宗右」と呼ばれ、関西劇壇の重鎮として人気を集めた。本名は藤井 重兵衛（ふじい しげべえ）。屋号は末廣屋、俳名は千昇・霞仙。

## 来歴
尾張国名古屋の熱田富江町の銭湯の主人の子として生まれる。のち母の実家で入歯師の藤井家に養子にいく。芸事が好きで踊りや三味線を習い、家を出て旅役者の一座に入り、嵐亀蔵と名乗り伊勢から名古屋で舞台に立つうち、来合わせた大坂の芝居関係者に見いだされて大坂に行く。大坂では二代目中村翫雀の門人となり中村歌女蔵と名乗る。この修業時代に實川延次という若手と知り合い、二人はコンビを組んで片方が三味線を引きもう片方が踊りを担当し、通行人から金をもらって路銀の足しにした。この延次がのちの初代延若である。
大坂で活躍するうち、その素質を初代中村雀右衛門に認められ、幹部俳優の四代目三桝大五郎の婿養子となり、万延元年（1860年）8月、死亡した義兄の名をおそって三代目三桝源之助を襲名。若手の有望株として大芝居に出演して人気があがるが、元治元年（1864年）女房との離縁を機に雀右衛門の門下となる。このとき、中村宗十郎と改名する。「中村」は師匠の雀右衛門からもらい、「宗十郎」の方は「澤村源之助が澤村宗十郎を襲名するのなら、自分も源之助だから宗十郎を襲名すればいいだろう」とこれを頂戴した。いい加減な命名だが、あまり名跡にはこだわらない上方らしい命名である。
その後は花形役者として道頓堀の大芝居で活躍、「名人延若、上手宗十郎、業物右團次」と呼ばれ、この「延宗右」で芸を競い合った。明治5年（1872年）、しのぎを削る延若が自分より先に座頭になったことに憤激して故郷名古屋に初めて出演し、翌明治6年（1873年）9月、初めて東上する。2年後の明治8年（1875年）に帰京後初めて座頭となった。門閥外から幹部俳優にまで出世するだけに努力もしたがその反面気性も強く、しばしば一座した俳優と衝突を繰り返したり役柄が気に入らないと休んだりした。明治9年（1876年）11月、大阪に来演した三代目澤村田之助と喧嘩したときは、上記の様に紀伊国屋の宗家の名跡である宗十郎の名を名乗った事に田之助が腹を立てた事もあり
「私は手も足もなくなり情けない体で恥をさらしに大阪迄来て、お前さんと芝居をすることになりました。然し手足があったらお前さんなど相手にしない。アゝ、田之助も下がったものだ」
と宗十郎を侮蔑したので、双方負けん気が強いこともあってこじれにこじれ、その他の要因も重なって宗十郎は突然役者を廃業し、本名の藤井重兵衛で大阪太左衛門橋に呉服屋を開店して周囲を驚かせた。間もなく宗十郎は、劇場の火事で経営に不安を持った関係者の尽力により舞台に復帰する。文句の多い口うるさい人物を大阪では「末廣屋」と呼ぶくらい、宗十郎の問題は有名だった。
明治10年（1877年）以後、名興行師十二代目 守田勘彌の招きで再び東京の舞台に出た。「團菊左」と舞台を共に勤めたり、黙阿弥作の『夜討曾我狩場曙』（夜討曾我）や『天衣紛上野初花』（河内山）などに出て、東京での人気も上がったが、やはり九代目市川團十郎とはそりが合わずにその問題児ぶりを露呈した。『夜討曽我』初演時には團十郎に面と向かって下手糞だ、菊五郎の方が余程上手いと罵倒して喧嘩となり、仲裁に入った左團次にまで下手糞と罵って揉めたなどというのは序の口。團十郎の活歴志向が気に食わないからといって、彼がつとめる五郎が烏帽子に鎧脛当てという時代考証に則っとった写実的な装いだったのに対して、宗十郎の十郎は敢えて従前同様の小袖姿で登場し、そのちぐはぐなとりあわせは「火事見舞いに水見舞い」「兄は川へ洗濯に、弟は山へ柴刈りに」と嘲笑されるほどだった。今回は勘彌が仲裁にはいるが、結局双方折り合いがつかず、二人の仲はこれまでにないほどこじれてしまった。さらに左團次や菊五郎までもが團十郎の味方についているものだと思い込んで、劇場に出勤してもわざわざ團菊左には挨拶もせずに、さっさっと自分の楽屋に入ってしまったかと思えば、自分の出番が来るまでは出て来もしなかった。当然東京の贔屓の怒りを買ったが、宗十郎は一歩も引くことがなかった。それほど自身の芸に誇りを持っていたのである。
團十郎の活歴物は宗十郎と組ませるのが常だったが、そもそも活歴物は一部の識者以外には人気がなかったため客足が伸びない。そこで劇場関係者は二人の名を引っ掛けてかけて、「一番物は損十郎」と皮肉った。それでも二番物の左團次を組ませた菊五郎の散切物が人気で興行は成り立ったのである。
明治15年（1882年）1月、團十郎に新宅の祝いに招かれなかった事や大坂からの出演依頼があった事もあり東京を去り5年ぶりに帰京し、1ヶ月2500円という破格の出演契約を結び以降は大坂に留まった。その後は延若の弟子である中村鴈治郎 (初代)に目を掛ける等、延若とも温和な関係となり共演もしばしば行った。
明治22年（1889年）4月、浪花座『伽羅先代萩』の仁木弾正を最後の舞台として55歳で死去した。

## 芸風・人物
宗十郎の大きな功績のひとつは、後輩の育成に熱心だったことで、特に初代 中村鴈治郎の資質をいち早く認めたことがあげられる。明治16年（1883年）3月には鴈治郎を自身の一座に加えて『忠臣連理の鉢植』（植木屋）の弥七実ハ塩冶浪人千崎弥五郎を勤めた時は、鴈治郎に「よう見ときや」とまず自分が何度もやって見せ、のちにこれを鴈治郎に代演させた。これを皮切りに、『心中天網島』「河庄」の治兵衛、『菅原伝授手習鑑』「寺子屋」の武部源蔵、『双蝶々曲輪日記』「引窓」の十次兵衛、『敵討襤褸錦』「大晏寺堤」の治郎右衛門、『近江源氏先陣館』「盛綱陣屋」の盛綱などの、その後の鴈治郎の当たり役となる役どころの多くを教えている。また活歴を修正した新しい歌舞伎を目指して写実的な演出を行い、これが角藤定憲や川上音二郎の壮士芝居に影響を与えた。『ベニスの商人』の翻案物も上演しているが、これが日本におけるシェークスピアものの嚆矢といわれている。
地味だが、上品で写実的な芸風で、役柄も広く、時代物や和事の立役をはじめ、老け役、女形もこなした。派手な延若とは異なり理知的で斬新な役づくりが特色だった。『伊賀越道中双六』「沼津」の十兵衛、『寺子屋』の源蔵、『假名手本四十七文字』の桃井若狭之助・早野勘平、『河庄』の治兵衛、『五大力戀緘』（五大力）の源五兵衛などが当たり役として知られている。
芸熱心で、『恋女房染分手綱』（重の井子別れ）の乳母重の井をつとめた時は女役者の市川九女八の型を採った。当時女役者は役者の中でも格下とみなされており、当然批判が出たが、宗十郎は「いい芸なら女役者でも手本にする」と答えて動じなかった。宗十郎は日頃楽屋にいる時からその役になりきることを信条としていた。『奥州安達原』の盲目の袖萩をつとめた際には、目を一切明けないという熱演のあまり花道から転げ落ちてしまったが、花道に戻る際にもこれを手探りで這い上がって見せ観客を唸らせている。明治21年（1888年）に『寺子屋』の武部源蔵をつとめた際には、源蔵の女房戸浪を勤める後輩役者から戸浪のやり方を聞かれ「戸浪は誰の女房か、夫源蔵はどんな身分の者か。主君なり夫の身の上に大きな災難が起こった時、女房たる者にどういう感じか起こるか。女ながらも一瞥の力を添え、恩を報じ、夫の忠義を立てさせたいと思うのではないか。まず自分をその位置に置いて演じたら、演じられぬはずはない」（大阪朝日新聞 1889年10月11日）と理論的に説明している。あらゆる意味で明治の新時代にふさわしい役者だった。
位牌養子に初代中村霞仙、弟子には中村珊瑚郎、中村琥珀郎、孫弟子に近代喜劇の父、曾我廼家五郎がいる。また直接の師弟関係ではないが芸の後継者としては初代中村鴈治郎が挙げられる。

## 参考資料
- 青木繁『初代鴈治郎の芸系』「歌舞伎 研究と批評」21 歌舞伎学会 1998年